# Aeroporto Internacional de Assuão
O Aeroporto Internacional de Assuão (código IATA: ASW, código OACI: HESN), também conhecido como Aeroporto Daraw, é um aeroporto localizado en Assuão, no Egito.

## Linhas Aéreas e Destinos
- Aigle Azur (Paris-Orly)
- Astraeus (London-Gatwick)
- EgyptAir (Abul-Simbel, Cairo, Luxor)
  - operado por EgyptAir Express (Cairo)
- Lotus Air (Cairo)